# 1507 Vaasa
1507 Vaasa è un asteroide della fascia principale. Scoperto nel 1939, presenta un'orbita caratterizzata da un semiasse maggiore pari a 2,3311478 au e da un'eccentricità di 0,2447013, inclinata di 9,22515° rispetto all'eclittica.
L'asteroide è dedicato all'omonima città finlandese.